# Presidente do CDS – Partido Popular
O Presidente do CDS – Partido Popular é a figura política mais importante do CDS – Partido Popular. O cargo é atualmente ocupado por Nuno Melo, eleito a 3 de abril de 2022.

## Eleição
De acordo com o artigo 31.º dos estatutos do partido, "O Presidente do Partido é eleito pelo Congresso Nacional, nos termos previstos nestes Estatutos e nos respetivos Regulamentos.".

## Funções
De acordo com o artigo 31.º dos estatutos do partido, cabe ao Presidente:
- Representar politicamente o Partido;
- Assegurar e dirigir a execução da estratégia geral do Partido;
- Superintender nas relações do Partido com os órgãos de soberania, nas relações com os demais partidos portugueses e nas relações internacionais do CDS - Partido Popular;
- Convocar e presidir aos trabalhos da Comissão Política Nacional;
- Convocar e presidir aos trabalhos da da Comissão Executiva;
- Nomear o Coordenador Autárquico e o Porta-Voz do Partido;
- Distribuir os pelouros pelos membros da Comissão Política Nacional;
- Distribuir os pelouros pelos membros da Comissão Executiva;
- Propor à Comissão Executiva a nomeação de senadores do Partido.

## Presidentes do CDS – Partido Popular
| #  | Presidente (Nascimento-Morte)                               | Retrato                                | Círculo eleitoral                                                               | Início do mandato       | Fim do mandato          | Primeiro-Ministro (mandato) | Primeiro-Ministro (mandato)        |
| -- | ----------------------------------------------------------- | -------------------------------------- | ------------------------------------------------------------------------------- | ----------------------- | ----------------------- | --------------------------- | ---------------------------------- |
| 1  | Diogo Pinto de Freitas do Amaral (1941–2019)                |                                        | Lisboa                                                                          | 19 de julho de 1974     | 20 de fevereiro de 1983 |                             | Vasco Gonçalves 1974-1975          |
| 1  | Diogo Pinto de Freitas do Amaral (1941–2019)                | José Pinheiro de Azevedo 1975-1976     | Lisboa                                                                          | 19 de julho de 1974     | 20 de fevereiro de 1983 |                             |                                    |
| 1  | Diogo Pinto de Freitas do Amaral (1941–2019)                | Vasco Almeida e Costa 1976             | Lisboa                                                                          | 19 de julho de 1974     | 20 de fevereiro de 1983 |                             |                                    |
| 1  | Diogo Pinto de Freitas do Amaral (1941–2019)                | Mário Soares 1976-1978                 | Lisboa                                                                          | 19 de julho de 1974     | 20 de fevereiro de 1983 |                             |                                    |
| 1  | Diogo Pinto de Freitas do Amaral (1941–2019)                | Alfredo Nobre da Costa 1978            | Lisboa                                                                          | 19 de julho de 1974     | 20 de fevereiro de 1983 |                             |                                    |
| 1  | Diogo Pinto de Freitas do Amaral (1941–2019)                | Carlos Alberto da Mota Pinto 1978-1979 | Lisboa                                                                          | 19 de julho de 1974     | 20 de fevereiro de 1983 |                             |                                    |
| 1  | Diogo Pinto de Freitas do Amaral (1941–2019)                | Maria de Lourdes Pintasilgo 1979-1980  | Lisboa                                                                          | 19 de julho de 1974     | 20 de fevereiro de 1983 |                             |                                    |
| 1  | Diogo Pinto de Freitas do Amaral (1941–2019)                | Francisco Sá Carneiro 1980             | Lisboa                                                                          | 19 de julho de 1974     | 20 de fevereiro de 1983 |                             |                                    |
| 1  | Diogo Pinto de Freitas do Amaral (1941–2019)                | O próprio 1980-1981                    | Lisboa                                                                          | 19 de julho de 1974     | 20 de fevereiro de 1983 |                             |                                    |
| 1  | Diogo Pinto de Freitas do Amaral (1941–2019)                | Francisco Pinto Balsemão1981-1983      | Lisboa                                                                          | 19 de julho de 1974     | 20 de fevereiro de 1983 |                             |                                    |
| 2  | Francisco António Lucas Pires (1944–1998)                   |                                        | Lisboa                                                                          | 20 de fevereiro de 1983 | 13 de abril de 1986     |                             | Francisco Pinto Balsemão 1981-1983 |
| 2  | Francisco António Lucas Pires (1944–1998)                   | Mário Soares 1983-1985                 | Lisboa                                                                          | 20 de fevereiro de 1983 | 13 de abril de 1986     |                             |                                    |
| 2  | Francisco António Lucas Pires (1944–1998)                   | Aníbal Cavaco Silva 1985-1995          | Lisboa                                                                          | 20 de fevereiro de 1983 | 13 de abril de 1986     |                             |                                    |
| 3  | Adriano José Alves Moreira (1922–2022)                      |                                        | Bragança (1980-1983) Porto (1983-1987) Lisboa (1987-1995)                       | 13 de abril de 1986     | 31 de janeiro de 1988   |                             |                                    |
| 4  | Diogo Pinto de Freitas do Amaral (1941–2019)                |                                        | Lisboa                                                                          | 31 de janeiro de 1988   | 22 de março de 1992     |                             |                                    |
| 5  | Manuel Fernando da Silva Monteiro (1962–)                   |                                        | Porto (1985-1987) Braga (1995-1999)                                             | 22 de março de 1992     | 22 de março de 1998     |                             |                                    |
| 5  | Manuel Fernando da Silva Monteiro (1962–)                   | António Guterres 1995-2002             | Porto (1985-1987) Braga (1995-1999)                                             | 22 de março de 1992     | 22 de março de 1998     |                             |                                    |
| 6  | Paulo de Sacadura Cabral Portas (1962–)                     |                                        | Aveiro (1995-2015) Lisboa (2015-2016)                                           | 22 de março de 1998     | 24 de abril de 2005     |                             |                                    |
| 6  | Paulo de Sacadura Cabral Portas (1962–)                     | Durão Barroso 2002-2004                | Aveiro (1995-2015) Lisboa (2015-2016)                                           | 22 de março de 1998     | 24 de abril de 2005     |                             |                                    |
| 6  | Paulo de Sacadura Cabral Portas (1962–)                     | Pedro Santana Lopes 2004-2005          | Aveiro (1995-2015) Lisboa (2015-2016)                                           | 22 de março de 1998     | 24 de abril de 2005     |                             |                                    |
| 6  | Paulo de Sacadura Cabral Portas (1962–)                     | José Sócrates 2005-2011                | Aveiro (1995-2015) Lisboa (2015-2016)                                           | 22 de março de 1998     | 24 de abril de 2005     |                             |                                    |
| 7  | José Duarte de Almeida Ribeiro e Castro (1953–)             |                                        | Braga (1976-1980; 1999-2002) Aveiro (1980) Lisboa (1980-1983) Porto (2009-2015) | 24 de abril de 2005     | 21 de abril de 2007     |                             |                                    |
| 8  | Paulo de Sacadura Cabral Portas (1962–)                     |                                        | Aveiro (1995-2015) Lisboa (2015-2016)                                           | 21 de abril de 2007     | 13 de março de 2016     |                             |                                    |
| 8  | Paulo de Sacadura Cabral Portas (1962–)                     | Pedro Passos Coelho 2011-2015          | Aveiro (1995-2015) Lisboa (2015-2016)                                           | 21 de abril de 2007     | 13 de março de 2016     |                             |                                    |
| 8  | Paulo de Sacadura Cabral Portas (1962–)                     | António Costa 2015-2024                | Aveiro (1995-2015) Lisboa (2015-2016)                                           | 21 de abril de 2007     | 13 de março de 2016     |                             |                                    |
| 9  | Maria de Assunção Oliveira Cristas Machado da Graça (1974–) |                                        | Leiria (2009-2019) Lisboa (2019-2020)                                           | 13 de março de 2016     | 25 de janeiro de 2020   |                             |                                    |
| 10 | Francisco José Nina Martins Rodrigues dos Santos (1988–)    |                                        | Porto (2019-2022) Lisboa (2022)                                                 | 25 de janeiro de 2020   | 3 de abril de 2022      |                             |                                    |
| 11 | João Nuno Lacerda Teixeira de Melo (1966–)                  |                                        | Braga (1999-2009) Porto (2024-)                                                 | 3 de abril de 2022      | presente                |                             |                                    |
| 11 | João Nuno Lacerda Teixeira de Melo (1966–)                  | Luís Montenegro 2024-presente          | Braga (1999-2009) Porto (2024-)                                                 | 3 de abril de 2022      | presente                |                             |                                    |

### Lista de ex-presidentes vivos
| Nome                           | Mandato(s)           | Idade              |
| ------------------------------ | -------------------- | ------------------ |
| Manuel Monteiro                | 1992-1998            | 63 anos e 65 dias  |
| Paulo Portas                   | 1998-2005; 2007-2016 | 62 anos e 266 dias |
| José Ribeiro e Castro          | 2005-2007            | 71 anos e 163 dias |
| Assunção Cristas               | 2016-2020            | 50 anos e 250 dias |
| Francisco Rodrigues dos Santos | 2020-2022            | 36 anos e 249 dias |